# 新八鬼山トンネル
新八鬼山トンネル（しんやきやまトンネル）は、三重県尾鷲市南浦から三木里の間を通る熊野尾鷲道路のトンネルである。新名神高速道路の野登トンネルが開通するまでは、三重県内の最長トンネルであった。

## 歴史
- 2008年（平成20年）4月20日 : 尾鷲南IC - 三木里IC間の開通に伴い供用開始。
- 2019年（平成31年）3月17日 : 新名神高速道路の新四日市JCT - 亀山西JCT間の開通に伴い野登トンネルが供用されたため三重県最長トンネルではなくなる。

## 隣
E42 熊野尾鷲道路
(6) 尾鷲南IC - 新八鬼山TN - (7) 三木里IC